# Mulher, Vida, Liberdade

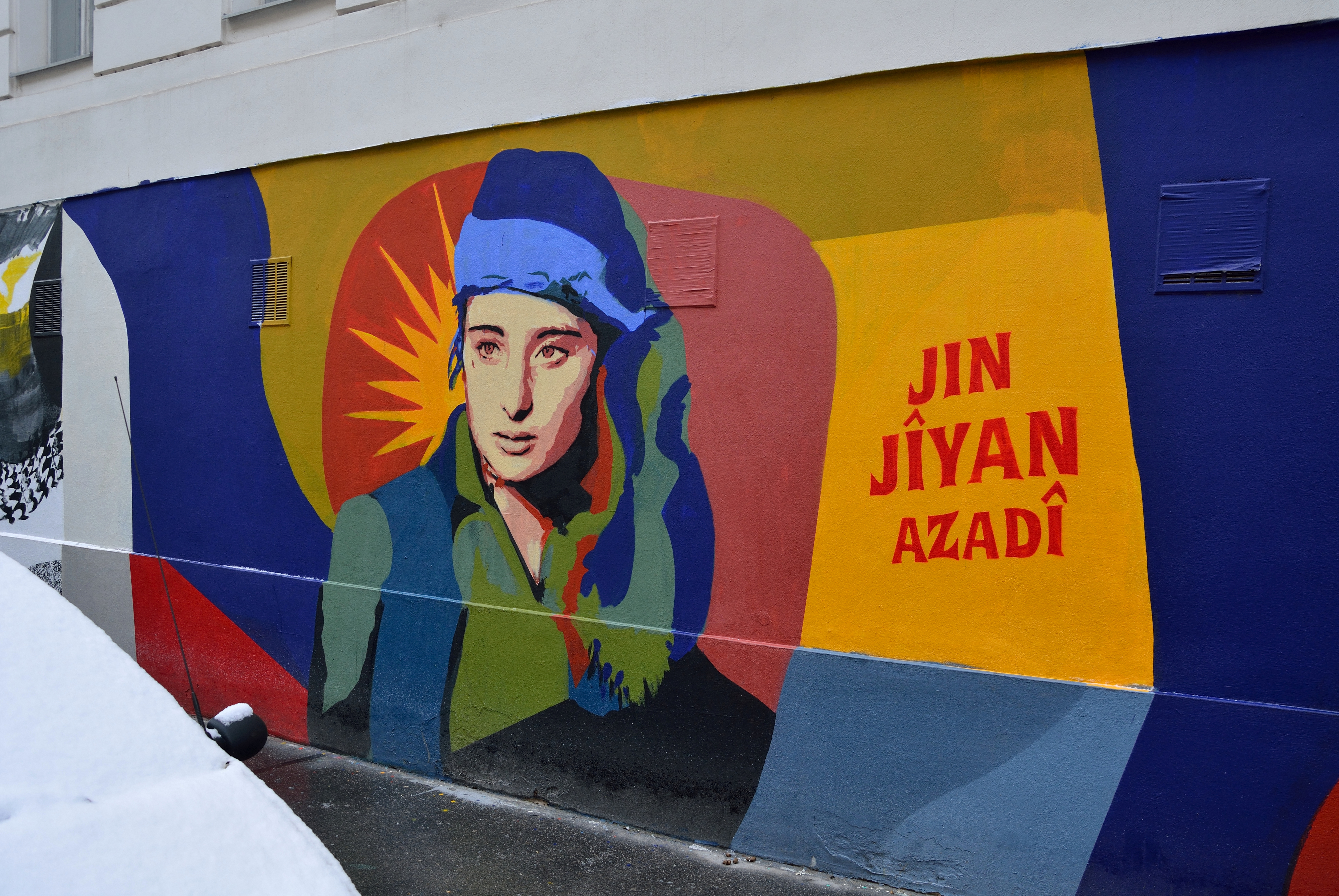
Um mural em Viena mostra uma mulher curda e o slogan Mulheres, Vida, Liberdade (em curdo).

Mulher, Vida, Liberdade (em curdo:  ژن، ژیان، ئازادی / Jin, Jiyan, Azadî ) é um slogan político popular curdo usado no movimento de independência curda e que visa reconhecer a importância das mulheres.
Durante os protestos após a morte de Mahsa Amini, o slogan foi usado por manifestantes em todo o mundo tanto na forma curda original quanto em persa (em persa: زن زندگی آزادی ). O jornal francês Libération imprimiu o slogan em persa e francês (Femme, Vie, Liberté) em sua primeira página, juntamente com uma fotografia de mulheres iranianas sem véu protestando.

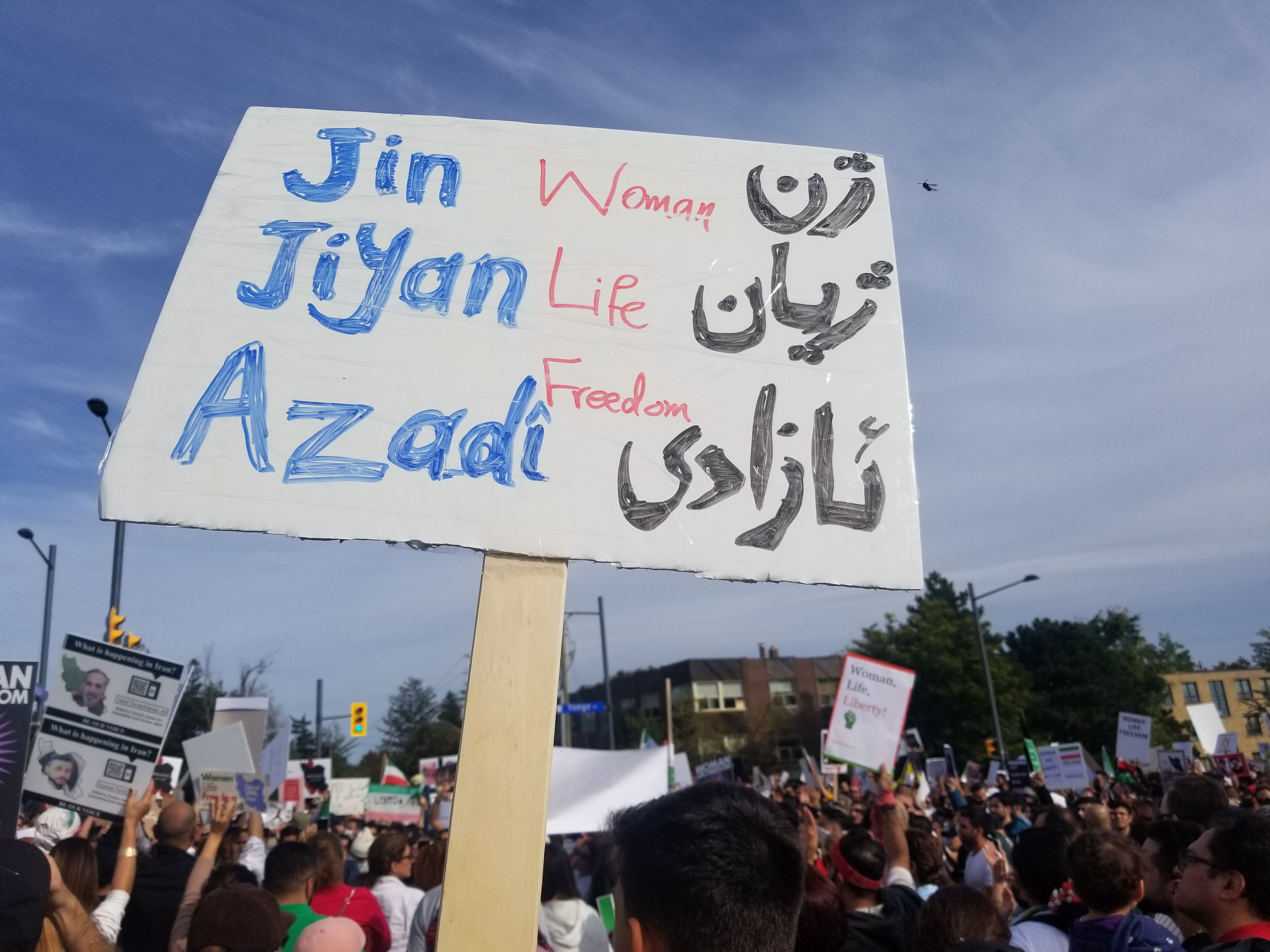
Uma placa com Mulher, Vida, Liberdade (Jin, Jiyan Azadî) escrita em curdo (escritas em latim e árabe), bem como em inglês

## Origem
A origem do slogan pode ser atribuída ao movimento de liberdade curdo do final do século XX. A primeira vez que o slogan foi usado foi por membros do movimento de mulheres curdas, uma parte do movimento de liberdade curdo que foi fundado no ativismo de base em resposta à perseguição dos governos do Irã, Iraque, Turquia e Síria. Foi popularizado ainda mais por figuras curdas como Abdullah Öcalan em seus escritos anticapitalistas e antipatriarcais. Desde seu primeiro uso, o slogan tem sido usado por membros de organizações curdas e por pessoas de fora do movimento curdo.

## Uso pelos curdos
O slogan está associado à Jineologia e deve ter sido cunhado por Abdullah Öcalan. O slogan marcou a atuação política das mulheres curdas nos anos 2000 e foi considerado atrativo por sua ortografia, ritmo e significado conotacional. O slogan também foi usado entre os curdos na guerra contra o ISIS.

### Afeganistão
Em 20 de setembro de 2022, o slogan foi entoado por mulheres afegãs em um protesto em apoio às mulheres que protestavam no Irã.

### França
Em 2018, durante o Festival de Cinema de Cannes, o elenco de Girls of the Sun cantou "jin jiyan azadî". O slogan foi posteriormente impresso em farsi na primeira página do Libération da França em setembro de 2022, após os protestos pela morte de Mahsa Amini.

### Irã
O primeiro uso do slogan "Mulher, Vida, Liberdade" remonta a uma série de protestos após a morte de Mahsa Amini em setembro de 2022. O slogan foi cantado pela primeira vez no funeral de Amini em Saqqez e depois foi ouvido nos protestos iniciais em Sanandaj após o funeral. Em 21 de setembro, o slogan foi entoado por estudantes da Universidade de Teerã, e por manifestantes em todo o país nos dias seguintes. Em 28 de setembro e na continuação dos protestos, estudantes da Universidade de Ciências Médicas de Shiraz usaram o slogan em seus protestos junto com um novo slogan semelhante: "Mulher, Vida, Liberdade; Homem, Pátria, Prosperidade".

### Turquia

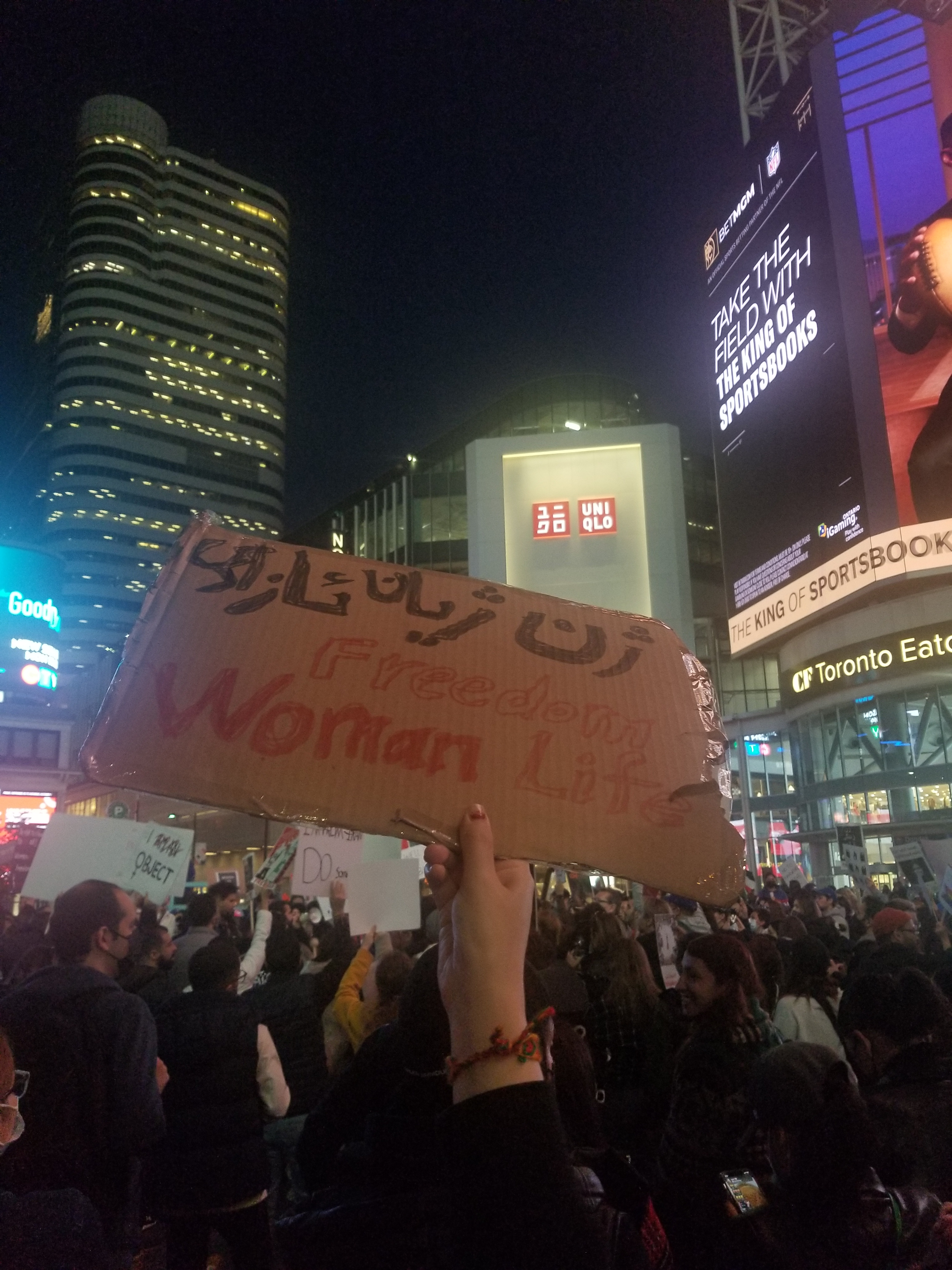
Um cartaz com Mulher, Vida, Liberdade (Jin, Jiyan Azadi) escrito em curdo central e inglês carregado em um protesto em Toronto

Este slogan tem sido usado repetidamente na Turquia pelas mães de sábado e mulheres curdas. O slogan também foi entoado por manifestantes turcos na Turquia, quando se reuniram para protestar em frente à embaixada da República Islâmica do Irã em 21 de setembro de 2022.